# チャイルド・プレイ 〜チャッキーの狂気病棟〜
『チャイルド・プレイ 〜チャッキーの狂気病棟〜』 (Cult of Chucky) は、2017年のアメリカ合衆国のスラッシャー映画。
2017年10月3日に、ユニバーサル・ピクチャーズ・ホームエンターテイメントよりBlu-ray、DVD、VODを通じてリリースされた。日本でも劇場未公開。

## キャスト
- ニカ・ピアース - フィオナ・ドゥーリフ
- アンディ・バークレー - アレックス・ヴィンセント
- チャッキーの声 - ブラッド・ドゥーリフ